# Олд-Вест-Честер (Огайо)
Олд-Вест-Честер (англ. Olde West Chester) — переписна місцевість (CDP) в США, в окрузі Батлер штату Огайо. Населення — 201 особа (2020).

## Географія
Олд-Вест-Честер розташований за координатами 39°20′7″ пн. ш. 84°24′13″ зх. д. / 39.33528° пн. ш. 84.40361° зх. д. (39.335215, -84.403475).  За даними Бюро перепису населення США в 2010 році переписна місцевість мала площу 0,93 км², уся площа — суходіл.

## Демографія
Згідно з переписом 2010 року, у переписній місцевості мешкало 240 осіб у 89 домогосподарствах у складі 66 родин. Густота населення становила 259 осіб/км².  Було 100 помешкань (108/км²).
Расовий склад населення:
| - 87,9 % — білих - 3,8 % — чорних або афроамериканців - 1,7 % — азіатів - 6,7 % — осіб інших рас |

До двох чи більше рас належало 0,0 %. Частка іспаномовних становила 7,5 % від усіх жителів.
За віковим діапазоном населення розподілялося таким чином: 23,7 % — особи молодші 18 років, 67,5 % — особи у віці 18—64 років, 8,8 % — особи у віці 65 років та старші. Медіана віку мешканця становила 42,1 року. На 100 осіб жіночої статі у переписній місцевості припадало 103,4 чоловіків;  на 100 жінок у віці від 18 років та старших — 101,1 чоловіків також старших 18 років.
Цивільне працевлаштоване населення становило 66 осіб. Основні галузі зайнятості: будівництво — 27,3 %, публічна адміністрація — 22,7 %, освіта, охорона здоров'я та соціальна допомога — 22,7 %.